# Gabrielle Thomas
Gabrielle Thomas (n. 7 decembrie 1996, Atlanta, Georgia, SUA) este o atletă ce a reprezentat Statele Unite ale Americii, medaliată olimpică. A participat la 2 ediții ale Jocurilor Olimpice (2020, 2024) în care a câștigat 3 medalii de aur, o medalie de argint și o medalie de bronz în probele de 200 m, 4x100 m și 4x400 m.

## Palmares
| An   | Competiție          | Locație            | Loc | Eveniment | Note    |
| ---- | ------------------- | ------------------ | --- | --------- | ------- |
| 2019 | Ștafetele Mondiale  | Yokohama, Japonia  | –   | 4×200 m   | DS      |
| 2021 | Jocurile Olimpice   | Tokio, Japonia     | 3   | 200 m     | 21,87   |
| 2021 | Jocurile Olimpice   | Tokio, Japonia     | 2   | 4×100 m   | 41,45   |
| 2023 | Campionatul Mondial | Budapesta, Ungaria | 2   | 200 m     | 21,81   |
| 2023 | Campionatul Mondial | Budapesta, Ungaria | 1   | 4×100 m   | 41,03   |
| 2024 | Ștafetele Mondiale  | Nassau, Bahamas    | 1   | 4×100 m   | 41,85   |
| 2024 | Ștafetele Mondiale  | Nassau, Bahamas    | 1   | 4×400 m   | 3:21,70 |
| 2024 | Jocurile Olimpice   | Paris, Franța      | 1   | 200 m     | 21,83   |
| 2024 | Jocurile Olimpice   | Paris, Franța      | 1   | 4×100 m   | 41,78   |
| 2024 | Jocurile Olimpice   | Paris, Franța      | 1   | 4×400 m   | 3:15,27 |